# Fort Winnebago
Fort Winnebago è un comune degli Stati Uniti, situato in Wisconsin, nella Contea di Columbia.